# Прапор Солобківців
Прапор Солобківців — офіційний символ села Солобківці Ярмолинецького району Хмельницької області, затверджений 2 липня 2018р. рішенням №12 сесії сільської ради. Авторами герба є В.М.Напиткін, К.М.Богатов, П.Б.Войталюк, О.М.Тимощук.

## Опис
На квадратному синьому полотнищі біла брама, між зубцями якої три жовтих смолоскипи із червоним полум'ям із жовтою облямівкою. В отворі брами жовтий розширений хрест із подовженим нижнім раменом, над отвором червона підкова вушками догори.